# مقاطعة ريتش (يوتا)
مقاطعة ريتش (بالإنجليزية: Rich County) هي إحدى مقاطعات ولاية يوتا في الولايات المتحدة الأمريكية، واعتبارًا من تعداد الولايات المتحدة لعام 2020، بلغ عدد سكانها 2510 نسمة. 